# 三星证券
三星证券（韓語：삼성증권,  韩交所：016360）是一家韩国金融公司，隶属于三星集团。

## 历史
1982年成立「韩日投资金融公司」，1991年更名为「国际证券」，1988年在韓國證券交易所挂牌上市，1992年11月被三星集团收购更名为现在名字。1994年在伦敦成立办事处，1995年在东京，香港和纽约成立办事处。2000年和三星投资信托合并。

### 乌龙事件
2018年4月6日因为员工操作失误，误将1,050亿美元股票发放给企业内部员工，随后16名内部员工抛售股票套现1.87亿美元引起金融市场骚乱，公司被韩国金融监管局施以处罚，被判处暂停部分业务六个月，主管停职三个月。